# Mazama chunyi
O chunhi ou veado-mateiro-anão (Mazama chunyi) é uma espécie de cervídeo sul-americano do gênero Mazama. Ocorre nas terras altas dos Andes, no oeste da Bolívia e sudeste do Peru, em florestas e nos páramos. Sua pelagem é marrom-avermelhada com as partes anteriores e o pescoço de cor cinza escuro. As partes de baixo são marrom claro. Pesa cerca de 11 kg.
É uma espécie pouco estudada, mas a IUCN a considera como "espécie vulnerável". Cerca de 40% do seu habitat está fragmentado ou degradado, e por isso a espécie é colocada nesta categoria.